# Ла-Кот-о-Фе
Ла-Кот-о-Фе (фр. La Côte-aux-Fées) — громада в Швейцарії в кантоні Невшатель.

## Географія
Громада розташована на відстані близько 75 км на захід від Берна, 37 км на захід від Невшателя.
Ла-Кот-о-Фе має площу 12,8 км², з яких на 3 % дозволяється будівництво (житлове та будівництво доріг), 55,7 % використовуються в сільськогосподарських цілях, 40,9 % зайнято лісами, 0,4 % не є продуктивними (річки, льодовики або гори).

## Демографія
2019 року в громаді мешкало 445 осіб (-1,8 % порівняно з 2010 роком), іноземців було 6,5 %. Густота населення становила 35 осіб/км².
За віковим діапазоном населення розподілялося таким чином: 22 % — особи молодші 20 років, 52,8 % — особи у віці 20—64 років, 25,2 % — особи у віці 65 років та старші. Було 200 помешкань (у середньому 2,2 особи в помешканні).
Із загальної кількості 301 працюючого 42 було зайнятих в первинному секторі, 116 — в обробній промисловості, 143 — в галузі послуг.